# Бондаренко, Елена Вениаминовна
Бондаренко Елена Вениаминовна (род. 10 июня 1968, Светлоград, Петровский район, Ставропольский край, РСФСР, СССР) — российский государственный и политический деятель. Депутат Государственной Думы Федерального собрания Российской Федерации VII и VIII созывов, член Комитета Государственной думы по строительству и жилищно-коммунальному хозяйству с 5 октября 2016 года.
Из-за поддержки российско-украинской войны — под санкциями 27 стран ЕС, Великобритании, США, Канады, Швейцарии, Австралии, Японии, Украины, Новой Зеландии.

## Биография
Елена Вениаминовна Бондаренко родилась 10 июня 1968 года в Светлограде (Петровский район, Ставропольский край).
Окончила Ставропольский педагогический институт по специальности «учитель истории и обществознания».
После окончания института работала учителем в школе.
В 2000—2007 годах занималась общественной деятельностью, возглавляла общественные некоммерческие организации.
С 2000 года была директором благотворительного общественного фонд Дмитрия Кузьмина (фонд учрежден бывшим мэром Ставрополя Дмитрием Кузьминым, который в 2007 году стал фигурантом уголовных дел по обвинению в превышении должностных полномочий и уклонении от уплаты налогов; скрывается за границей).
1 марта 2007 года была избрана в Государственную думу Ставропольского края IV созыва по единому округу от партии Справедливая Россия: Родина/Пенсионеры/Жизнь по единому округу. Возглавляла комитет по массовым коммуникациям, информационным технологиям и средствам связи, была членом комитета по социальной политике, входила во фракцию «Справедливая Россия».
В 2009 году с отличием окончила Российскую академию государственной службы при Президенте Российской Федерации по специальности Связи с общественностью.
4 декабря 2011 года вновь избрана в Думу Ставропольского края V созыва по Александровскому избирательному округу № 1. Баллотировалась от Единой России. Вошла в партийную фракцию, возглавила комитет по культуре, молодёжной политике, физической культуре и средствам массовой информации.
В 2012 году в Ставропольском государственном университете защитила диссертацию на тему «Манифестирование имиджа региона средствами массовой информации», кандидат социологических наук.
В 2013 году избрана председателем Олимпийского Совета Ставропольского края. Входит в состав экспертного совета по экономической политике и взаимодействию России, ЕврАзЭС и ВТО в сфере АПК при комитете Госдумы РФ по экономической политике, инновационному развитию и предпринимательству, а также в совет по молодёжной политике при полпреде Президента РФ в СКФО.
Являлась членом оргкомитета Северо-Кавказского молодёжного форума «Машук», общественной организации «Ставропольский краевой совет женщин» и координационного совета по развитию малого и среднего предпринимательства в Ставропольском крае. Включена в геральдическую комиссию, совет по информатизации и защите информации, краевой оргкомитет «Победа». Входит в рабочую группу по реализации проекта «Покупай ставропольское!» и рабочую группу по внедрению системы «Открытое правительство».
В июле 2016 СМИ сообщали об убийстве супруга Сергей Бондаренко который работал заместителем начальника УФСБ Ставропольского края.
В 2016 году по итогам предварительного голосования Единой России заняла 1 место (77,22 % голосов) по Георгиевскому одномандатному округу № 68, в ходе предварительного голосования по единому округу заняла лишь шестое место (19,77 %).
18 сентября 2016 года избрана депутатом Государственной Думы VII созыва, член комитета по культуре.
С 2016 по 2019 год, в течение исполнения полномочий депутата Государственной Думы VII созыва, выступила соавтором 46 законодательных инициатив и поправок к проектам федеральных законов.

## Санкции
23 февраля 2022 года попала в санкционные списки стран Евросоюза за действия и политику, которые подрывают территориальную целостность, суверенитет и независимость Украины и ещё больше дестабилизируют Украину.
24 февраля 2022 года внесена в санкционный список Канады «близких соратников режима» за голосование о признании независимости «так называемых республик в Донецке и Луганске».
24 марта 2022 года, на фоне вторжения России на Украину, включена в санкционный список США за «соучастие в войне Путина» и «поддержку усилий Кремля по вторжению в Украину», Госдеп США заявил что депутаты Госдумы используют свои полномочия для преследования инакомыслящих и политических оппонентов, нарушают свободу информации, ограничивают права человека и основные свободы граждан России.
По аналогичным основаниям, с 11 марта 2022 года находится под санкциями Великобритании. С 25 февраля 2022 года находится под санкциями Швейцарии. С 26 февраля 2022 года находится под санкциями Австралии. С 12 апреля 2022 года находится под санкциями Японии. Указом президента Украины Владимира Зеленского от 7 сентября 2022 находится под санкциями Украины. С 3 мая 2022 года находится под санкциями Новой Зеландии.

## Доходы
- Согласно предвыборной декларации, доход за 2015 год составил 2 млн 512 тыс. руб.
- Общая сумма декларированного дохода в 2016 год составила 3 млн 338 тыс. руб.
- Общая сумма декларированного дохода за 2017 год составила 5 млн 467 тыс. руб.
- Общая сумма декларированного дохода за 2018 год составила 4 млн 764 тыс. руб[2].

## Звания и награды
- Дважды победитель Всероссийского конкурса «Женщина — директор года» в номинации «Искусство управлять». Занимала первое место в конкурсе «Женщина года» в Ставрополе.
- Медаль Президента Российской Федерации «За значительный вклад в подготовку и проведение XXII Олимпийских зимних игр и XI Паралимпийских зимних игр 2014 года в Сочи».
- Знак «Почётный работник общего образования Российской Федерации».
- Медаль «За боевое содружество» (ФСБ).
- Медаль Следственного комитета РФ «За содействие».
- Медаль «За заслуги перед Ставропольским краем».
- Благодарность председателя Совета Федерации Валентины Матвиенко «За многолетний добросовестный труд, большой вклад в развитие законодательства Ставропольского края и активную депутатскую деятельность»[3].